# Interferon

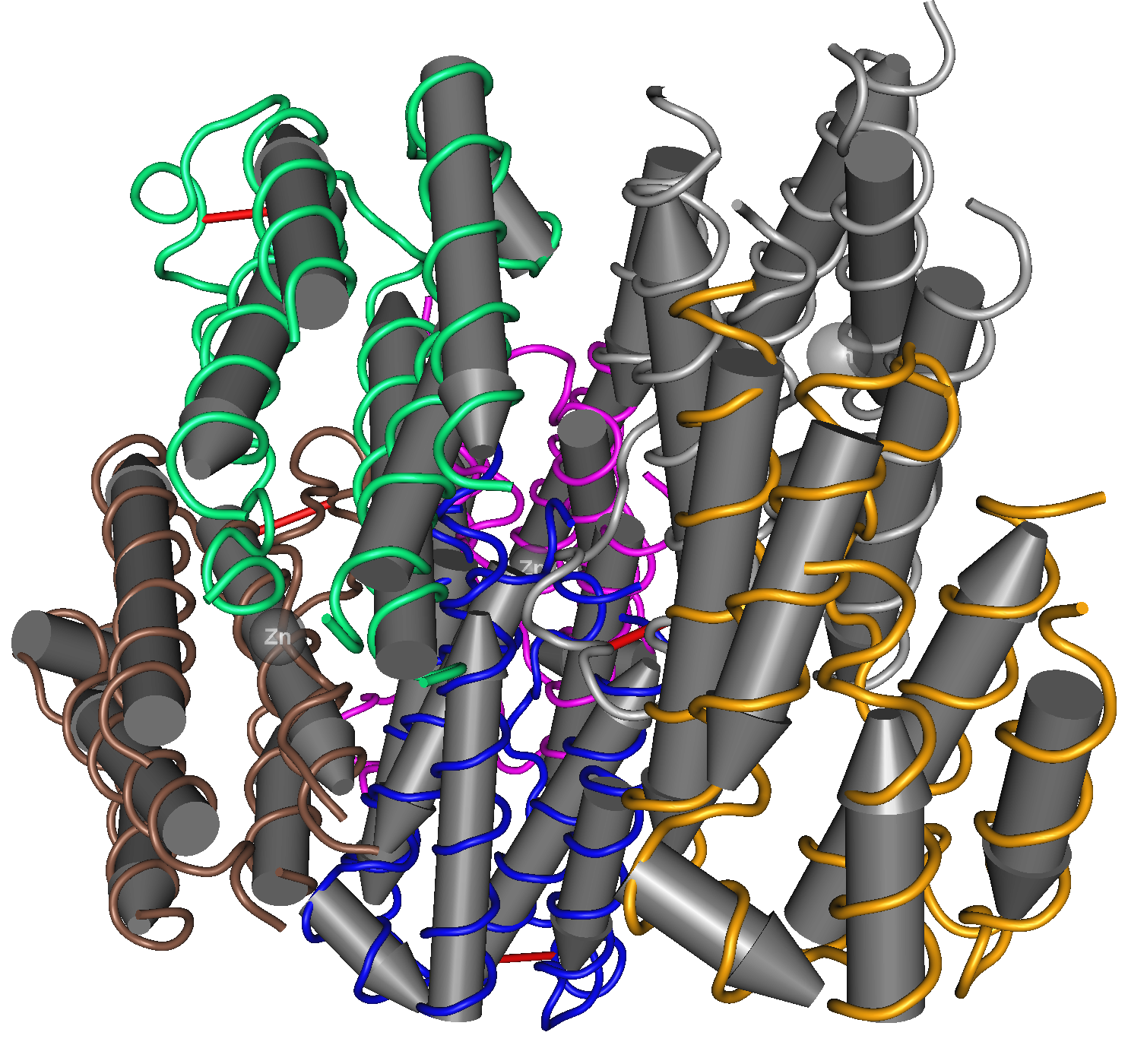
Structura moleculară a interferonului-alfa uman

Interferonii (IFN) sunt proteine naturale produse de către celule ale sistemului imunitar de cele mai multe vertebrate, ca răspuns la provocările de agenți străini, cum ar fi virusuri, paraziți și de celule tumorale. Interferonii aparțin marii clase de glicoproteine cunoscută ca citokine. Interferonii sunt produși de o mare varietate de celule, ca răspuns la prezența dublu-helix ARN, un indicator-cheie de infecție virală. Interferonii asistă răspunsul imun prin inhibarea replicării virale în celulele gazdă, activarea celulelor natural ucigașe și macrofagelor, creșterea numărului de antigen de prezentare a limfocitelor, determinând rezistența celulelor gazdă la infecții virale. Interferonii sunt numiți astfel datorită abilității lor de a interfera cu replicarea virală din celulele gazdă. Interferonii au și alte funcții: activează imunitatea celulară reprezentată de celulele Natural Killer și de macrofage; cresc recunoașterea infecțiilor și a celulelor tumorale prin stimularea prezentării de antigene limfocitelor T și cresc abilitatea celulelor neinfectate de a rezista unei noi infecții virale. 

## Tipuri de interferon
Pe baza tipului de receptor prin care acționează interferonii umani se clasifică în 3 tipuri majore: 
- Interferon tipul I: toți interferonii tipul I se leagă de un complex receptor celular de suprafață specific numit IFNAR constituit din lanțurile IFNAR1 și IFNAR2. Interferonii tipul I prezenți la om sunt alfa-IFN, beta-IFN și omega-IFN.

- Interferon tipul II: se leagă de IFNGR. La om din acest tip de interferon face parte gama-IFN.

- Interferon tipul III: acționează prin intermediul unui complex receptor constând din IL10R2 si IFNLR1

## Funcția
Toți interferonii au în comun unele efecte: sunt agenți antivirali și antitumorali.
Când o celulă infectată moare datorită unui virus citolitic sunt eliberate particule virale care pot infecta celule învecinate. Totuși celulele infectate pot să avertizeze celulele învecinate de prezența virusului eliberând interferon. Ca răspuns la interferon celulele învecinate produc mari cantități de protein kinaza R (PKR). Această enzima fosforilează o proteină numită eIF-2 care este un factor de inițiere a translației în celulele eucariote. Proteina eIF-2 formează un complex inactiv cu o altă proteină numită eIF2B pentru a reduce sinteza proteică în celulă. O altă enzimă celulară L-ARN-aza distruge ARN-ul din celula pentru a reduce sinteza atât a proteinelor virale și a celor proprii. Inhibarea sintezei proteice distruge atât virusul cât și celula infectată. Interferonii induc de asemenea producerea a sute de alte proteine cu rol în combaterea virusurilor. Limitează răspândirea virusurilor prin stimularea activității p53 care omoară celulele infectate viral prin promovarea apoptozei. 
O altă funcție a interferonului este de a stimula complexul major de histocompatibilitate moleculele MHC I și MHC II și crește activitatea imunoproteazelor. Expresia a MHC I crește prezentarea peptidelor virale limfocitelor T citotoxice, în timp ce imunoproteazele procesează peptidele virale care vor fi atașate moleculelor MHC I crescând recunoașterea și omorârea celulelor infectate de către limfocitele T. Expresia a MHC II crește prezentarea peptidelor virale limfocitelor T helper; acestea eliberează citokine care semnalează și coordonează activitatea altor celule imune cum sunt macrofagele și celulele Natural Killer.

## Inducția de interferoni
Producția de interferoni apare predominant ca răspuns la microbi cum sunt virusurile, bacterii cu dezvoltare intracelulara și produșii lor. Legarea moleculelor aparținând microbilor (glicoproteine virale, ARN viral, endotoxine bacteriene, flageli bacterieni) de pattern recognition receptors pot declanșa eliberarea de interferoni. Receptorii Toll-like 3 au rolul cel mai important în producerea interferonului ca răspuns la prezența virusurilor cu ARN dublu-catenar; ligandul acestui receptor este ARN-ul dublu-catenar. După legarea ARN-ului dublu-catenar receptorul activează factorii de transcripție IRF3 și NF-kB care sunt importanți în inițierea sintezei a numeroase proteine inflamatorii. Eliberarea IFN din celulă este indus de asemenea de factori mitogeni. Alte citokine cum sunt IL1, IL12, TNF și CSF pot de asemenea să intensifice producția de IFN.

## Semnalizarea
Prin interacțiunea cu receptorii lor specifici IFN activează transductorul semnalului și complexul activator al transcripției(STAT); STAT sunt o familie de factori ai transcripției care reglează expresia anumitor gene ale sistemului imun. Unele complexe STAT sunt activate atât de tipul I, cât de tipul II de IFN. Totuși fiecare tip de IFN activează un tip unic de STAT.
Activarea STAT inițiază cea mai bine definită cale celulară de semnalizare pentru toți IFN, calea clasică de semnalizare Janus kinase-STAT(JAK-STAT). În această cale Janus kinase se asociază cu receptorii pt IFN și ca urmare este fosforilat STAT1 și STAT2. Ca rezultat un factor genetic stimulat de IFN (ISGF3) este format și transportat în nucleul celulei. În interiorul nucleului complexul ISGF3 se leagă de o secvență specifică de nucleotide numită IFN-stimulated response elements (ISREs) și de promotorii anumitor gene numite gene stimulante de IFN (ISG). Legarea complexului ISGF3 și a altor elemente de transcripție, activate de semnalizarea prin IFN, de aceste elemente reglatorii specifice induc transcripția acestor gene. Dimeri aparținând STAT inițiază transcripția genelor prin legarea de site-uri activate de IFN (GAS) în promotorii genetici. Tipul I de IFN poate induce expresia genero fie prin elementele ISRE sau GAS, dar incuția genetică prin tipul II de IFN se realizează doar în prezența elementelor GAS.
IFN poate activa și alte cascade semnalizatoare. Atât tipul I cât și tipul II de IFN activează un membru al familiei CRK de proteine adaptatoare numit CRKL, un adaptator nuclear pt STAT5 care reglează semnalizarea prin calea C3G/Rap1. Tipul I de IFN activează de asemenea proteinkinasa p38 mitogen(MAP kinase) pt a induce transcripția genetică. Efectele antivirale și antiproliferative specifice interferonului rezultă din semnalizarea prin kinasa p38MAP. Cascada kinazei 3-fosfatidil-inozitol(PI3K) este de asemenea reglată de tipul I și tipul II de IFN. PI3K activează o enzimă (kinaza 1 P70-S6) care stimulează sinteza proteică și proliferarea celulară; fosforilează proteina ribozomala s6 implicată în sinteza proteica și fosforilează o proteină represoare a translației (eukaryotic translation-initiation factor 4E-binding protein 1 (EIF4EBP1) pt a o dezactiva.

## Rezistența virusurilor la interferon
Multe virusuri au dezvoltat mecanisme de rezistenta la acțiunea interferonului. Ei împiedică răspunsul la IFN prin blocarea sistemelor de semnalizare, previn producerea de IFN și prin inhibarea funcțiilor proteinelor stimulate de IFN. Virusurile care inhibă semnalizarea prin IFnN sunt Japanese Encephalitis Virus(JEV), virusuri din familia Herpetoviridae cum sunt virusul citomegalic(CMV) și herpesvirusurile asociate sarcomului Kaposi. Proteinele virale care afectează semnalizarea prin IFN sunt: antigenul nuclear EBV1 și antigenul nuclear EBV2 aparținând virusului Epstein-Barr, antigenul T al virusului Polyoma, proteina E7 al virusului HPV. Unele tipuri de Poxvirusuri produc omologi ai receptorilor pt IFN care se leagă de aceștia și împiedică legarea IFN de receptorul său celular. Reovirusurile codifică o proteină care se leagă de ARN-ul dublu-catenar pt a preveni activitatea proteinkinazei ARN-dependente. Abilitatea IFN de a produce proteine prin interferon stimulated genes (ISGs) poate fi de asemenea afectată. Unele virusuri evită activitatea antivirală a IFN prin mutații genetice. Virusul gripal H5N1 este rezistent la acțiunea IFN și a altor cytokine printr-o schimbare a unui singur aminoacid din structura proteinei Non-Structurale 1.